# بوينت أرينا (كاليفورنيا)
بوينت أرينا (بالإنجليزية: Point Arena)‏ هي إحدى مدن مقاطعة ميندوسينو، كاليفورنيا. تم إعطاءها لقب مدينة في 11 يوليو، 1908.

## التركيبة السكانية
حدّد مكتب تعداد الولايات المتحدة بيانات التركيبة السكانية لبوينت أرينا في تعداد الولايات المتحدة. في ما يلي، التركيبة السكانية حسب تعدادي 2000 و2010.

### تعداد عام 2000
بلغ عدد سكان بوينت أرينا 474 نسمة بحسب تعداد عام 2000، وبلغ عدد الأسر 191 أسرة وعدد العائلات 109 عائلة مقيمة في المدينة. في حين سجلت الكثافة السكانية 134.3 نسمة لكل كيلومتر مربع (347.8/ميل2). وبلغ عدد الوحدات السكنية 218 وحدة بمتوسط كثافة قدره 61.8 لكل كيلومتر مربع (160.1/ميل2).
وتوزع التركيب العرقي للمدينة بنسبة 73.63% من البيض و1.05% من الأمريكيين الأفارقة و3.80% من الأمريكيين الأصليين و0.21% من الأمريكيين ذوي الأصول الآسيوية و18.78% من الأعراق الأخرى و2.53% من عرقين مختلطين أو أكثر و28.48% من الهسبانيون أو اللاتينيون من أي عرق.
بلغ عدد الأسر 191 أسرة كانت نسبة 36.6% منها لديها أطفال تحت سن الثامنة عشر تعيش معهم، وبلغت نسبة الأزواج القاطنين مع بعضهم البعض 39.3% من أصل المجموع الكلي للأسر، ونسبة 13.6% من الأسر كان لديها معيلات من الإناث دون وجود شريك،  بينما كانت نسبة 4.2% من الأسر لديها معيلون من الذكور دون وجود شريكة وكانت نسبة 42.9% من غير العائلات. تألفت نسبة 32.5% من أصل جميع الأسر من عدة أفراد يعيشون في نفس المنزل ونسبة 8.4% كانت تتألف من شخص يعيش بمفرده يبلغ من العمر 65 عاماً أو أكثر. وبلغ متوسط حجم الأسرة المعيشية 2.48، أما متوسط حجم العائلات فبلغ 3.30.
بلغ العمر الوسطي للسكان 33.3 عاماً. وكانت نسبة 32.9% من القاطنين تحت سن الثامنة عشر، وكانت نسبة 7.2% بين الثامنة عشر والرابعة والعشرين عاماً، ونسبة 27.8% كانت واقعةً في الفئة العمرية ما بين الخامسة والعشرين والرابعة والأربعين عاماً، ونسبة 23% كانت ما بين الخامسة والأربعين والرابعة والستين، ونسبة 9.1% كانت ضمن فئة الخامسة والستين عاماً فما فوق. يوجد لكل 100 أنثى 110.7 ذكر، ويوجد لكل 100 أنثى في الثامنة عشر من عمرها فما فوق 106.5 ذكر.
بلغ متوسط دخل الأسرة في المدينة 27,083 دولارًا، أما متوسط دخل العائلة فبلغ 32,885 دولارًا. وكان متوسط دخل الذكور 21,042 دولارًا مقابل 15,000 دولارًا للإناث. وسجل دخل الفرد الخاص بالمدينة 12,591 دولارًا. وكانت نسبة 24.1% من العائلات ونسبة 26% من السكان تحت خط الفقر، وكان من هؤلاء نسبة 36% تحت سن الثامنة عشر ونسبة 4.5% في الخامسة والستين من العمر وما فوق.

### تعداد عام 2010
بلغ عدد سكان بوينت أرينا 449 نسمة بحسب تعداد عام 2010، وبلغ عدد الأسر 192 أسرة وعدد العائلات 100 عائلة مقيمة في المدينة. في حين سجلت الكثافة السكانية 127.2 نسمة لكل كيلومتر مربع (329.4/ميل2). وبلغ عدد الوحدات السكنية 225 وحدة بمتوسط كثافة قدره 63.7 لكل كيلومتر مربع (165.0/ميل2).
وتوزع التركيب العرقي للمدينة بنسبة 67.93% من البيض و0.45% من الأمريكيين الأفارقة و0.22% من الأمريكيين الأصليين و26.28% من الأعراق الأخرى و5.12% من عرقين مختلطين أو أكثر و33.41% من الهسبانيون أو اللاتينيون من أي عرق.
بلغ عدد الأسر 192 أسرة كانت نسبة 29.7% منها لديها أطفال تحت سن الثامنة عشر تعيش معهم، وبلغت نسبة الأزواج القاطنين مع بعضهم البعض 32.3% من أصل المجموع الكلي للأسر، ونسبة 13% من الأسر كان لديها معيلات من الإناث دون وجود شريك،  بينما كانت نسبة 6.8% من الأسر لديها معيلون من الذكور دون وجود شريكة وكانت نسبة 47.9% من غير العائلات. تألفت نسبة 37% من أصل جميع الأسر من عدة أفراد يعيشون في نفس المنزل ونسبة 14.6% كانت تتألف من شخص يعيش بمفرده يبلغ من العمر 65 عاماً أو أكثر. وبلغ متوسط حجم الأسرة المعيشية 2.34، أما متوسط حجم العائلات فبلغ 3.08.
بلغ العمر الوسطي للسكان 40.0 عاماً. وكانت نسبة 24.9% من القاطنين تحت سن الثامنة عشر، وكانت نسبة 6.9% بين الثامنة عشر والرابعة والعشرين عاماً، ونسبة 25.8% كانت واقعةً في الفئة العمرية ما بين الخامسة والعشرين والرابعة والأربعين عاماً، ونسبة 29.4% كانت ما بين الخامسة والأربعين والرابعة والستين، ونسبة 12.9% كانت ضمن فئة الخامسة والستين عاماً فما فوق. وتوزع التركيب الجنسي للسكان بنسبة 52.3% ذكور و47.7% إناث.

## المناخ
يظهر الجدول التالي التغييرات المناخية على مدار السنة لبوينت أرينا:
| البيانات المناخية لـبوينت أرينا   | البيانات المناخية لـبوينت أرينا | البيانات المناخية لـبوينت أرينا | البيانات المناخية لـبوينت أرينا | البيانات المناخية لـبوينت أرينا | البيانات المناخية لـبوينت أرينا | البيانات المناخية لـبوينت أرينا | البيانات المناخية لـبوينت أرينا | البيانات المناخية لـبوينت أرينا | البيانات المناخية لـبوينت أرينا | البيانات المناخية لـبوينت أرينا | البيانات المناخية لـبوينت أرينا | البيانات المناخية لـبوينت أرينا | البيانات المناخية لـبوينت أرينا |
| الشهر                             | يناير                           | فبراير                          | مارس                            | أبريل                           | مايو                            | يونيو                           | يوليو                           | أغسطس                           | سبتمبر                          | أكتوبر                          | نوفمبر                          | ديسمبر                          | المعدل السنوي                   |
| --------------------------------- | ------------------------------- | ------------------------------- | ------------------------------- | ------------------------------- | ------------------------------- | ------------------------------- | ------------------------------- | ------------------------------- | ------------------------------- | ------------------------------- | ------------------------------- | ------------------------------- | ------------------------------- |
| الدرجة القصوى °ف (°م)             | 76 (24)                         | 80 (27)                         | 79 (26)                         | 83 (28)                         | 83 (28)                         | 85 (29)                         | 89 (32)                         | 95 (35)                         | 90 (32)                         | 92 (33)                         | 79 (26)                         | 74 (23)                         | 95 (35)                         |
| متوسط درجة الحرارة الكبرى °ف (°م) | 56.4 (13.6)                     | 57.2 (14.0)                     | 57.8 (14.3)                     | 59.1 (15.1)                     | 61.1 (16.2)                     | 63.0 (17.2)                     | 65.2 (18.4)                     | 65.7 (18.7)                     | 66.7 (19.3)                     | 64.9 (18.3)                     | 60.7 (15.9)                     | 57.2 (14.0)                     | 61.3 (16.3)                     |
| متوسط درجة الحرارة الصغرى °ف (°م) | 40.2 (4.6)                      | 42.0 (5.6)                      | 42.4 (5.8)                      | 43.1 (6.2)                      | 46.0 (7.8)                      | 48.6 (9.2)                      | 49.9 (9.9)                      | 50.5 (10.3)                     | 49.8 (9.9)                      | 47.2 (8.4)                      | 43.3 (6.3)                      | 41.4 (5.2)                      | 45.4 (7.4)                      |
| أدنى درجة حرارة °ف (°م)           | 22 (−6)                         | 25 (−4)                         | 26 (−3)                         | 28 (−2)                         | 30 (−1)                         | 34 (1)                          | 38 (3)                          | 38 (3)                          | 33 (1)                          | 28 (−2)                         | 25 (−4)                         | 24 (−4)                         | 22 (−6)                         |
| الهطول إنش (مم)                   | 7.73 (196)                      | 6.89 (175)                      | 5.55 (141)                      | 2.94 (75)                       | 0.93 (24)                       | 0.29 (7.4)                      | 0.12 (3.0)                      | 0.3 (7.6)                       | 0.72 (18)                       | 2.91 (74)                       | 5.65 (144)                      | 7.26 (184)                      | 41.28 (1٬049)                   |
| متوسط أيام هطول الأمطار           | 12                              | 12                              | 12                              | 7                               | 5                               | 2                               | 1                               | 1                               | 3                               | 6                               | 10                              | 12                              | 83                              |
| المصدر:                           |                                 |                                 |                                 |                                 |                                 |                                 |                                 |                                 |                                 |                                 |                                 |                                 |                                 |